# Parrocchie della sede suburbicaria di Sabina-Poggio Mirteto
Le parrocchie della sede suburbicaria di Sabina-Poggio Mirteto sono 83.

## Vicarie
La diocesi è organizzata in quattro vicarie. 

### Vicaria di Poggio Mirteto-Magliano
| Parrocchia           | Patrono                                   | Comune              | Frazione/Quartiere       |
| -------------------- | ----------------------------------------- | ------------------- | ------------------------ |
| Poggio Mirteto       | Santa Maria Assunta                       | Poggio Mirteto      | centro                   |
| Magliano Sabina      | San Liberatore                            | Magliano Sabina     | centro                   |
| Cantalupo in Sabina  | San Biagio Vescovo e Martire              | Cantalupo in Sabina | centro                   |
| Casperia             | San Giovanni Battista                     | Casperia            | centro                   |
| Castel San Pietro    | Santa Maria della Pietà                   | Poggio Mirteto      | Castel San Pietro Sabino |
| Catino               | Sant'Eustachio                            | Poggio Catino       | Catino                   |
| Cicignano            | Santi Pietro e Paolo                      | Collevecchio        | Cicignano                |
| Collevecchio         | Santissima Annunziata                     | Collevecchio        | centro                   |
| Cottanello           | Sant'Andrea Apostolo                      | Cottanello          | centro                   |
| Fianello             | San Giovanni Battista                     | Montebuono          | Fianello                 |
| Foglia               | Santa Maria Assunta                       | Magliano Sabina     | Foglia                   |
| Forano               | Santissima Trinità                        | Forano              | centro                   |
| Gavignano            | Santa Maria Assunta                       | Forano              | Gavignano                |
| Montebuono           | Santa Maria Assunta                       | Montebuono          | centro                   |
| Mompeo               | Natività di Maria Santissima              | Mompeo              | centro                   |
| Montasola            | Santi Pietro e Tommaso Apostoli           | Montasola           | centro                   |
| Montopoli di Sabina  | San Michele Arcangelo                     | Montopoli di Sabina | centro                   |
| Poggio Catino        | San Nicola da Bari Vescovo                | Poggio Catino       | centro                   |
| Poggio Mirteto Scalo | Sacra Famiglia                            | Poggio Mirteto      | Poggio Mirteto Scalo     |
| Poggio Sommavilla    | Immacolata Concezione di Maria Santissima | Collevecchio        | Poggio Sommavilla        |
| Ponte Sfondato       | Santa Maria Assunta                       | Montopoli di Sabina | Ponte Sfondato           |
| Roccantica           | Santa Maria Assunta                       | Roccantica          | centro                   |
| Salisano             | Santi Pietro e Paolo                      | Salisano            | centro                   |
| Santa Maria in Neve  | Santa Maria della Neve                    | Calvi dell'Umbria   | Santa Maria in Neve      |
| San Polo             | Santi Pietro e Paolo                      | Tarano              | San Polo                 |
| Selci                | Santissimo Salvatore                      | Selci               | centro                   |
| Stimigliano          | Santi Cosma e Damiano                     | Stimigliano         | centro                   |
| Stimigliano Scalo    | San Giovanni Bosco                        | Stimigliano         | Stimigliano Scalo        |
| Tarano               | Santa Maria Assunta                       | Tarano              | centro                   |
| Torri in Sabina      | San Giovanni Battista                     | Torri in Sabina     | centro                   |
| Vescovio             | Santa Maria Assunta                       | Torri in Sabina     | Vescovio                 |

### Vicaria dei Martiri Sabini
| Parrocchia           | Patrono                                   | Comune               | Frazione/Quartiere  |
| -------------------- | ----------------------------------------- | -------------------- | ------------------- |
| Fara in Sabina       | Sant'Antonino di Apamea                   | Fara in Sabina       | centro              |
| Acquaviva di Nerola  | Santa Teresa del Bambin Gesù              | Nerola               | Acquaviva di Nerola |
| Borgo Quinzio        | Sant'Atanasio                             | Fara in Sabina       | Borgo Quinzio       |
| Canneto Sabino       | Santi Rocco e Isidoro                     | Fara in Sabina       | Canneto Sabino      |
| Casali               | San Silvestro Papa                        | Poggio Nativo        | Casali              |
| Casaprota            | San Domenico e San Michele Arcangelo      | Casaprota            | centro              |
| Castelnuovo di Farfa | San Nicola di Bari                        | Castelnuovo di Farfa | centro              |
| Cerdomare            | San Michele Arcangelo                     | Poggio Moiano        | centro              |
| Collelungo Sabino    | Santa Maria della Neve                    | Casaprota            | Collelungo Sabino   |
| Coltadino            | San Filippo Neri                          | Fara in Sabina       | Coltadino           |
| Corese Terra         | Santa Maria Assunta                       | Fara in Sabina       | Corese Terra        |
| Farfa                | Santa Maria Assunta                       | Fara in Sabina       | Farfa               |
| Frasso Sabino        | Santa Maria della Neve                    | Frasso Sabino        | centro              |
| Ginestra             | San Giovanni Evangelista                  | Monteleone Sabino    | Ginestra            |
| Monte Santa Maria    | Santa Maria Assunta                       | Poggio Nativo        | Monte Santa Maria   |
| Montenero Sabino     | San Cataldo Vescovo                       | Montenero Sabino     | centro              |
| Nerola               | Santa Maria Assunta e San Giorgio Martire | Nerola               | centro              |
| Passo Corese         | Santa Croce                               | Fara in Sabina       | Passo Corese        |
| Poggio Moiano        | Immacolata e San Giovanni Battista        | Poggio Moiano        | centro              |
| Poggio Nativo        | Santissima Annunziata                     | Poggio Nativo        | centro              |
| Poggio San Lorenzo   | San Lorenzo Martire                       | Poggio San Lorenzo   | centro              |
| Ponticelli           | Santa Maria Assunta                       | Scandriglia          | Ponticella          |
| Prime Case           | Nostra Signora di Fatima                  | Fara in Sabina       | Prima Case          |
| Scandriglia          | Santa Maria Assunta                       | Scandriglia          | centro              |
| Talocci              | Santi Martiri Sabini                      | Fara in Sabina       | Talocci             |
| Toffia               | Santa Maria Nuova                         | Toffia               | centro              |
| Torricella in Sabina | San Giovanni Battista                     | Torricella in Sabina | centro              |

### Vicaria di Monterotondo-Montana-Fonte Nuova
| Parrocchia                              | Patrono                        | Comune       | Frazione/Quartiere |
| --------------------------------------- | ------------------------------ | ------------ | ------------------ |
| Monterotondo - basilica                 | Santa Maria Maddalena          | Monterotondo | centro             |
| Casali di Mentana                       | Santa Maria degli Angeli       | Mentana      | Casali di Mentana  |
| Mentana                                 | San Nicola di Bari             | Mentana      | centro             |
| Monterotondo - Gesù Operaio             | Gesù Operaio                   | Monterotondo | centro             |
| Monterotondo - Santa Maria delle Grazie | Santa Maria delle Grazie       | Monterotondo | centro             |
| Monterotondo Scalo                      | Vergine Santissima del Carmine | Monterotondo | Monterotondo Scalo |
| Tor Lupara                              | Gesù Maestro                   | Fonte Nuova  | Tor Lupara         |
| Santa Lucia                             | Santa Lucia                    | Fonte Nuova  | Santa Lucia        |

### Vicaria di Palombara
| Parrocchia       | Patrono                                       | Comune           | Frazione/Quartiere |
| ---------------- | --------------------------------------------- | ---------------- | ------------------ |
| Palombara Sabina | San Biagio Vescovo e Martire                  | Palombara Sabina | centro             |
| Castelchiodato   | Trasfigurazione di Nostro Signore Gesù Cristo | Mentana          | Castelchiodato     |
| Cretone          | Immacolata Concezione di Maria Santissima     | Palombara Sabina | Cretone            |
| Monteflavio      | Santa Maria Assunta                           | Monteflavio      | centro             |
| Montelibretti    | San Nicola da Bari                            | Montelibretti    | centro             |
| Montorio Romano  | Santissima Annunziata e Cristo Re             | Montorio Romano  | centro             |
| Moricone         | Santa Maria Assunta                           | Moricone         | centro             |
| Stazzano         | San Giovanni Battista                         | Palombara Sabina | Stazzano           |